# 陳寓
陳寓（1446年—？），字時安，福建福州府寧德縣人，軍籍。明朝政治人物。進士出身。

## 生平
福建鄉試第六十九名。成化五年（1469年）乙丑科會試第二百四十二名，殿試登進士第三甲第五十二名。

## 家族
曾祖陳伯繁。祖父陳畊。父亲陳和，曾任學正。